# Anne Viken
Anne Viken (* 10. August 1979 in Bygstad, in der Kommune Gaular, Norwegen) ist eine norwegische Tierärztin, Journalistin, Schriftstellerin und Kinderbuchautorin.

## Leben
Nach Abschluss des Studiums an der norwegischen Hochschule für Tiermedizin, der „Veterinærhøgskole“, erwarb sie den Bachelorgrad in internationalen Studien an der Universität Oslo. Sie arbeitet als Journalistin für die norwegischen Zeitungen und Zeitschriften Dagbladet, Dagens Næringsliv, Firda und Klassekampen.
Daneben veröffentlichte sie im Jahr 2010 im norwegischen Verlag Flamme Forlag Ihr Debütbuch XXX mit Kurzprosa. Seit 2012 erlangte sie mit der im Samlaget-Verlag erschienenen Jugendbuchreihe Elise norwegenweit eine gewisse Bekanntheit. Viken lebt und arbeitet heute vorwiegend in Oslo.

## Bibliographie
- 2010 – XXX – Kurzprosa  – erschienen im Flamme forlag
- 2012 – Elise og mysteriet med dei døde hestane (Elise und das Geheimnis der toten Pferde) – Jugendbuch – erschienen im Samlaget-Verlag
- 2013 – Elise og mysteriet på hesteklinikken (Elise und das Geheimnis der Pferdeklinik) – Jugendbuch – erschienen im Samlaget-Verlag
- 2014 – Elise og mysteriet på Hesteøya (Elise und das Geheimnis der Pferdeinsel) – Jugendbuch – erschienen im Samlaget-Verlag